# Bilhac
Bilhac is een gemeente in het Franse departement Corrèze (regio Nouvelle-Aquitaine) en telt 192 inwoners (1999). De plaats maakt deel uit van het arrondissement Brive-la-Gaillarde.
Sinds 2007 heet de gemeente officieel Bilhac. Daarvoor was Billac de naam.

## Geografie
De oppervlakte van Bilhac bedraagt 7,0 km², de bevolkingsdichtheid is 27,4 inwoners per km².
De onderstaande kaart toont de ligging van Bilhac met de belangrijkste infrastructuur en aangrenzende gemeenten.

## Demografie
Onderstaande figuur toont het verloop van het inwonertal (bron: INSEE-tellingen).